# Galeizon
Le Galeizon est une rivière de France, dans la région Occitanie, dans les départements du Gard et de la Lozère, affluent droit du Gardon d'Alès au nord-ouest d'Alès, donc sous-affluent du fleuve le Rhône par le Gardon.

## Géographie

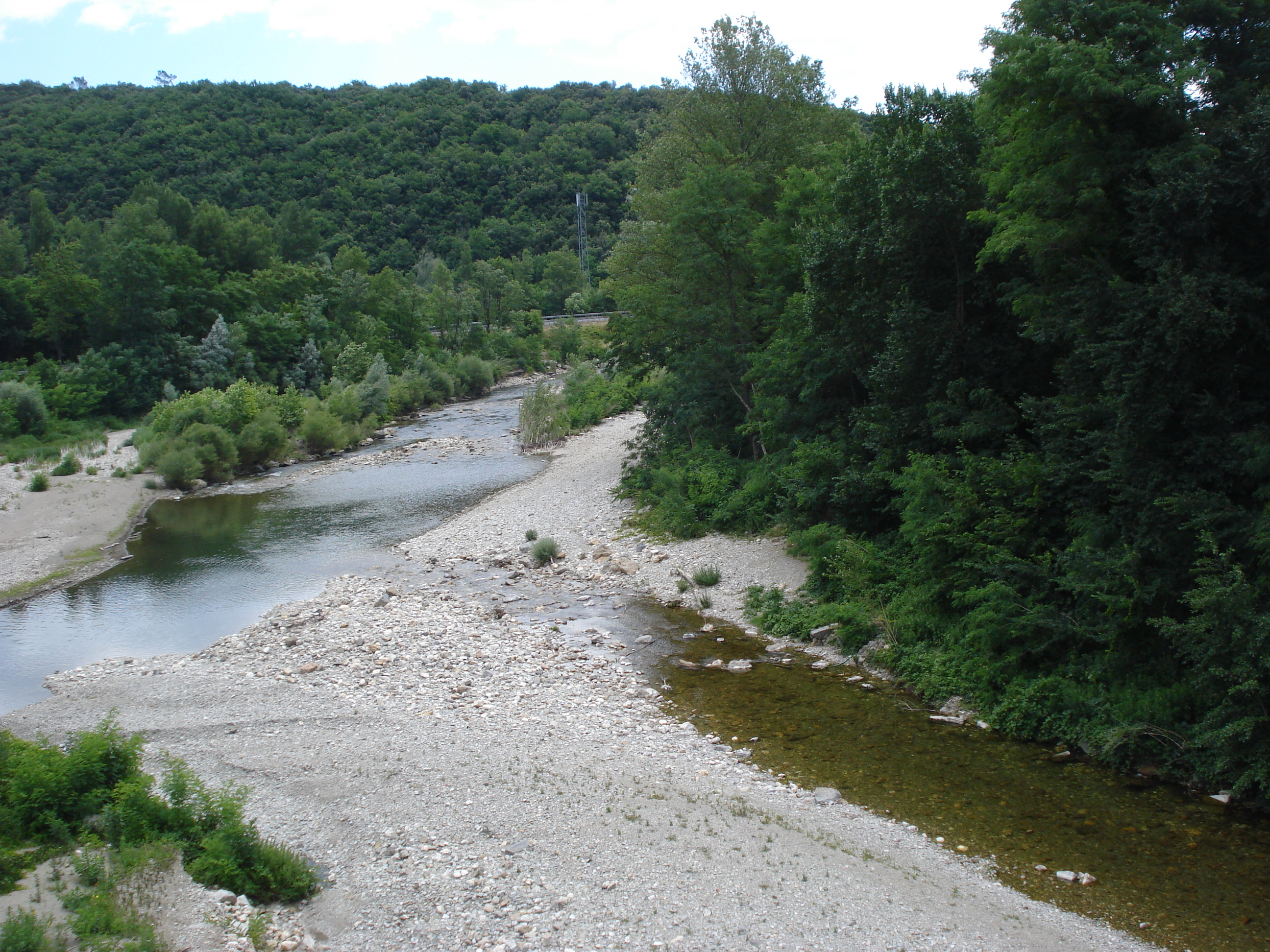
Le Galeizon débouchant dans le Gardon d'Alès.

Le Galeizon prend source au col du Serre du Pradel, près du lieu-dit Prentigarde, dans la forêt domaniale des gardons, sur la commune de Saint-Germain-de-Calberte, à 785 m d'altitude,.
Il coule globalement du nord-ouest vers le sud-est.
Après avoir parcouru 28,8 km, il se jette dans le Gardon d'Alès, en rive droite, à 145 m d'altitude,, entre les communes de Cendras et Saint-Martin-de-Valgalgues, en amont du quartier de la Blaquière, lequel forme avec le Gardon d'Anduze, le Gardon.

### Communes et cantons traversés
Dans les deux départements de la Lozère et du Gard, le Galeizon traverse les huit communes suivantes, de l'amont vers l'aval de Saint-Germain-de-Calberte (source), Saint-Étienne-Vallée-Française, Saint-Martin-de-Boubaux (fin de la Lozère- début du Gard) Lamelouze, Saint-Paul-la-Coste, Soustelle, Cendras (confluence), Saint-Martin-de-Valgalgues.
Soit en termes de cantons, le Galeizon prend source dans le canton du Collet-de-Dèze, traverse le canton de La Grand-Combe et conflue dans le canton d'Alès-2, le tout dans les arrondissements de Florac et d'Alès.

### Bassin versant
Son bassin versant est d'environ 85 km2. la Galeizon traverse une seule zone hydrographique dite « le Gardon d'Alès ».

### Organisme gestionnaire
L'organisme gestionnaire est le Syndicat des Hautes Vallées Cévenoles (anciennement le SMACVG ou Syndicat Mixte d’Aménagement et de Conservation de la Vallée du Galeizon) dont le siège est basé à Cendras.

## Affluents
Le Galeizon a vingt trois affluents référencés.

### La Salindre
Son principal affluent est la Salindre (rd), 10,21 km sur les deux communes de Saint-Paul-la-Coste (confluence) et Saint-Martin-de-Boubaux (source) avec sept affluents et de rang de Strahler trois :
- le valat de Moulinas (rd), 2 km sur les deux communes de Mialet (source) et Saint-Paul-la-Coste (confluence), avec un affluent :
  - le valat de Beaumalin (rd), 1 km sur la seule commune de Saint-Paul-la-Coste et sans affluent.
- le valat de Plantière (rg), 2 km sur la seule commune de Saint-Paul-la-Coste et sans affluent.
- le ruisseau du Comte (rg), 2 km sur la seule commune de Saint-Martin-de-Boubaux et sans affluent.
- le valat de la Bau (rg) 2 km sur la seule commune de Saint-Paul-la-Coste et sans affluent.
- le valat du Suel (rg), 1 km sur les deux commune de Mialet (source) et Saint-Paul-la-Coste (confluence) et sans affluent.
- le ruisseau de l'Elzierasse (rg), 1 km sur la seule commune de Saint-Martin-de-Boubaux et sans affluent.
- le valat de Plaignol (rg), 1 km sur la seule commune de Saint-Paul-la-Coste et sans affluent.

### Autres affluents
Les affluents de plus de trois kilomètres sont les six suivants :
- le Grave de Rieuset (rg), 4 km sur les deux communes de Soustelle (source) et Cendras (confluence) et de rang de Strahler deux donc avec deux affluents :
  - le Valat de la Planquette, (rd), 2 km sur la seule commune de Soustelle sans affluent.
  - le Valat de Pinas (rd), 1 km sur la seule commune de Soustelle sans affluent.
- le ruisseau de la Roque (rd), 3 km sur les deux communes de Lamelouze (confluence) et Saint-Martin-de-Boubaux (source) sans affluent.
- le Code (rg), 3 km sur la seule commune de Lamelouze sans affluent.
- le ruisseau de Valmale (rd), 3 km sur la seule commune de Cendras sans affluent.
- le ruisseau de Goujouse (rd), 3 km sur la seule commune de Cendras sans affluent.
- le ravin de Riou Prade (rd) 3 km sur la seule commune de Saint-Martin-de-Boubaux et avec un affluent :
  - le ravin de Rouqualte (rg) 1 km sur la seule commune de Saint-Martin-de-Boubaux et sans affluent.

Les autres affluents, de deux kilomètres au moins, sont tous de rang de Strahler un ou deux.

### Rang de Strahler
Donc le Galeizon est de rang de Strahler quatre par la Salindre et le Valat de Moulinas.

## Hydrologie
Le régime est de type pluvial méridional à épisode cévenol car « le caractère méditerranéen de ce cours d’eau se manifeste par de grandes variations des niveaux d’eau » et est « touché par des étiages sévères en été ».

### Le Galeizon à Saint-Paul-la-Coste (Aube Morte)
Le Galeizon a été observé à la station V7156210 Le Galeizon à Saint-Paul-la-Coste (Aube Morte), depuis le 12 décembre 1975 au 17 novembre 2009  pour un bassin versant de 62,2 km2 et à 149 m d'altitude. Mais les mesures non étaient analysées que sur une courte période de moins de cinq ans, ne permettant pas toutes les synthèses.
Le module est de 1,98 m3/s.
La variation du débit est importante entre le minima en août à 0,27 m3/s et maximum d'octobre à 5,11 m3/s soit 20 fois plus, même pour des moyennes sur une courte période de cinq ans : 1975 à 1979.

### Crues
Le débit instantané maximal a été observé le 1er octobre 1977 pour 390 m3/s, et le débit journalier maximal le 23 octobre 1977 pour 104 m3/s, illustrant le régime méridional à épisode cévenol, caractéristique de ce cours d'eau "sauvage".

## Aménagements et écologie

### Site Rivières Sauvages
Coulant au cœur d’une vallée préservée dans sa traversée d’Alès Agglomération, le Galeizon abrite une faune et une flore aquatique remarquable. Cette riche biodiversité, l’état sauvage de ses berges et la qualité exceptionnelle de son eau (mesurée chaque année) lui valent une double distinction : “Rivière en bon état” et “Rivière sauvage”. Le Galeizon est la 1re rivière d’Occitanie à être reconnue de la sorte, et la 17e de France.
Ces labellisations illustrent les efforts réalisés depuis des décennies par Alès Agglomération, l’établissement public territorial de bassin Gardons et le Syndicat des Hautes Vallées Cévenoles pour faire de la vallée du Galeizon un haut lieu de la biodiversité.

### Parc national des Cévennes
Le Galeizon est situé dans le parc national des Cévennes.